# Lophostigma schunkei
Lophostigma schunkei là một loài thực vật có hoa trong họ Bồ hòn. Loài này được (Acev.-Rodr.) Acev.-Rodr. mô tả khoa học đầu tiên năm 1993.